# 21st Century Breakdown
21st Century Breakdown е осмият студиен албум на американската рок група Грийн Дей. Албумът е пуснат в продажба на 15 май 2009 чрез Рипрайз Рекърдс. Групата дапочва работа по албума още през януари 2006 г. Четиридесет и пет песни са написани от вокалиста Били Джо Армстронг през октомври 2007 г., но групата започва студийни звукозаписи едва през януари 2008 г.
Албумът печели награда Грами за най-добър рок албум на 52-рата церемония по връчване на наградите Грами, проведена на 31 януари 2010 г. Към декември 2010 г. 21st Century Breakdown е продал над 1 милион копия в САЩ и над 4 милиона копия в цял свят.

## Създаване и отзиви
Подобно на предшественика си American Idiot (2004 г.) и този албум е рок опера. Армстронг го описва като „образ на епохата, в която живеем, като си задаваме въпроса и се опитваме да намерим смисъл в егоистичната манипулация около нас, независимо дали идва от правителството, религия, медиа или друга форма на авторитет“. Сингли като Know Your Enemy и 21 Guns са пример за пресъздаването на темите за отчуждението и политически обусловения гняв в албума.
21st Century Breakdown е разделен на три части: Heroes and Cons (герои и мошеници), Charlatans and Saints (шарлатани и светци) и Horseshoes and Handgrenades (подкови и гранати), и проследява историята на двама младежи – Кристиян и Глория. Пилотният сингъл е Know Your Enemy.
Списание Rolling Stone нарича проекта „по-амбициозен дори и от American Idiot“ – албум, дебютирал директно под номер 1 в Билборд, реализирал 5 хитови сингъла и продал повече от 12 милиона копия в световен мащаб. Продуцент на 21st Century Breakdown е Бъч Виг, стоящ зад имена като Nirvana, Smashing Pumpkins, Garbage и много други.

## Списък на песните
- Song of the Century 0:57

Act IHeroes and Cons
- 21st Century Breakdown 5:09
- Know Your Enemy 3:10
- ¡Viva la Gloria! 3:30
- Before the Lobotomy 4:36
- Christian's Inferno 3:07
- Last Night on Earth 3:56

Act IICharlatans and Saints
- East Jesus Nowhere 	4:34
- Peacemaker 3:24
- Last of the American Girls 3:50
- Murder City 2:54
- ¿Viva la Gloria? (Little Girl) 3:47
- Restless Heart Syndrome 4:19

Act IIIHorseshoes and Handgrenades
- Horseshoes and Handgrenades 3:14
- The Static Age 4:16
- 21 Guns 5:21
- American Eulogy 4:26
- See the Light 4:35

Бонус песни
- A Quick One While He's Away (The Who Кавър)
- Another State of Mind (Social Distortion Кавър)
- That's Alright Mama (Arthur Crudup/Elvis Presley Кавър)
- Like a Rolling Stone (Bob Dylan Кавър)

## Членове
Грийн Дей
- Били Джо Армстронг – водещи вокалист, китара, пиано
- Майк Дирнт – бас китара, беквокал, водещ вокал в Modern World'' (American Eulogy)
- Тре Куул – барабани, перкусии, беквокал

Други музиканти
- Джейсън Фрийз – пиано
- Том Кит – струнен аранжимент
- Патрик Уорън – струнен диригент

Продуцент
- Бъч Виг